# 4635 Rimbaud
4635 Rimbaud este un asteroid din centura principală, descoperit pe 21 ianuarie 1988 de Eric Elst.